# ریتا لی
ریتا لی (انگلیسی: Rita Lee; ۳۱ دسامبر ۱۹۴۷ – ۸ مهٔ ۲۰۲۳) خواننده، موسیقی‌دان، آهنگساز، گیتارنواز، نوازنده پیانو، نویسنده، و بازیگر اهل برزیل بود. وی بین سال‌های ۱۹۶۶ تا ۲۰۲۳ میلادی فعالیت می‌کرد. از فیلم‌هایی که او در آن نقش‌آفرینی نموده است می‌توان به روزهای بهتری در پیش است اشاره کرد.